# Mateusz Kusznierewicz
Mateusz Kusznierewicz (Varsovia, 29 de abril de 1975) es un deportista polaco que compitió en vela en las clases Finn y Star.
Participó en cinco Juegos Olímpicos de Verano, obteniendo dos medallas, oro en Atlanta 1996 y bronce en Barcelona 1992, ambas en la clase Finn, el cuarto lugar en Sídney 2000 (Finn), el cuarto en Pekín 2008 (Star) y el octavo en Londres 2012 (Star).
Ganó cinco medallas en el Campeonato Mundial de Finn entre los años 1998 y 2002, y cinco medallas en el Campeonato Europeo de Finn entre los años 1996 y 2004. También obtuvo dos medallas de oro en el Campeonato Mundial de Star, en los años 2008 y 2019, y tres medallas en el Campeonato Europeo de Star entre los años 2011 y 2019.
Por su trayectoria, en 1996 fue galardonado con la Cruz de caballero de la Orden Polonia Restituta  y en 1999 nombrado Regatista Mundial del Año por la Federación Internacional de Vela.

## Palmarés internacional
| Juegos Olímpicos   | Juegos Olímpicos                | Juegos Olímpicos  | Juegos Olímpicos |
| Año                | Lugar                           | Medalla           | Clase            |
| ------------------ | ------------------------------- | ----------------- | ---------------- |
| 1996               | Atlanta (Estados Unidos)        | Medalla de oro    | Finn             |
| 2004               | Atenas (Grecia)                 | Medalla de bronce | Finn             |
| Campeonato Mundial |                                 |                   |                  |
| Año                | Lugar                           | Medalla           | Clase            |
| 1998               | Atenas (Grecia)                 | Medalla de oro    | Finn             |
| 1999               | Melbourne (Australia)           | Medalla de plata  | Finn             |
| 2000               | Weymouth (Reino Unido)          | Medalla de oro    | Finn             |
| 2001               | Marblehead (Estados Unidos)     | Medalla de plata  | Finn             |
| 2002               | Atenas (Grecia)                 | Medalla de plata  | Finn             |
| Campeonato Europeo |                                 |                   |                  |
| Año                | Lugar                           | Medalla           | Clase            |
| 1996               | Hospitalet del Infante (España) | Medalla de plata  | Finn             |
| 1999               | Ostende (Bélgica)               | Medalla de plata  | Finn             |
| 2000               | Palma de Mallorca (España)      | Medalla de oro    | Finn             |
| 2003               | Marstrand (Suecia)              | Medalla de plata  | Finn             |
| 2004               | La Rochelle (Francia)           | Medalla de oro    | Finn             |

| Campeonato Mundial | Campeonato Mundial      | Campeonato Mundial | Campeonato Mundial |
| Año                | Lugar                   | Medalla            | Clase              |
| ------------------ | ----------------------- | ------------------ | ------------------ |
| 2008               | Miami (Estados Unidos)  | Medalla de oro     | Star               |
| 2019               | Porto Cervo (Italia)    | Medalla de oro     | Star               |
| Campeonato Europeo |                         |                    |                    |
| Año                | Lugar                   | Medalla            | Clase              |
| 2011               | Dún Laoghaire (Irlanda) | Medalla de plata   | Star               |
| 2012               | San Remo (Italia)       | Medalla de oro     | Star               |
| 2019               | Riva del Garda (Italia) | Medalla de oro     | Star               |